# Saison 3 de Ben 10: Omniverse
Chronologie
Saison 2 Saison 4
Cet article présente la troisième saison de la série télévisée d'animation américaine Ben 10: Omniverse.
Les épisodes sont classés dans l'ordre français, en français cette saison n'a pas encore été diffusée, elle sera diffusée le lundi 2 septembre 2013 a 18:15 avec Le Combat de Ben.